# Sphecodes armeniacus
Sphecodes armeniacus (лат.) — вид одиночных пчёл из рода Sphecodes (триба Halictini, семейство Halictidae).

## Распространение
Казахстан, Таджикистан, Турция.

## Описание
Длина тела самок около 5 мм (самцы 5 мм). Общая окраска головы и груди чёрная; брюшко в основном красное (T1-T5), ноги светлее. Отличается редкими пунктурами мезоскутума и отсутствием внутреннего зубца мандибул. Слабоопушенные насекомые, тело почти голое. Самцы: клипеус чёрный, лицо с белым опушением ниже усиковых торули, вентральная поверхность члеников жгутика обычно несёт отчётливую зону сенсилл (тилоиды). Самки: лабрум с широким апикальным выступом без продольного валика; метабазитибиальная пластинка отсутствует; задние голени без корзиночки. Клептопаразиты других видов пчёл.